# Baltia
Baltia (Balcia, Basilia, auch Basileia, nach Pytheas auch Abalus) ist in der Antike die Bezeichnung für die sagenhafte Bernsteininsel und nach Plinius der Name einer Insel in Nordeuropa. Die Bezeichnung der Insel ist in der Überlieferung unterschiedlich.
Die Insel soll drei Tagesfahrten von der Küste der Skythen entfernt gewesen sein. Plinius identifiziert die von Pytheas erwähnte Insel Abalus mit der Insel Balcia. Diodor bezeichnet die Insel als Basileia und gibt als deren Lage das Gebiet zwischen den Siedlungsräumen der Skythen und der Germanen an. Die Insel galt im Altertum als wichtigster Herkunftsort für Bernstein, welcher vor allem an ihren Küsten angeschwemmt werde. Als weitere Quelle nennt Plinius die Erwähnung der Insel durch Metrodor, dessen Werke uns nicht überliefert sind.
Die Fachwissenschaft geht davon aus, dass mit all den unterschiedlichen Namen nur eine Insel bezeichnet ist, wobei zum Teil die Ansicht vertreten wird, dass es sich um die Insel Saaremaa handele. Die Unterschiedlichkeit der überlieferten Namen könne man dadurch erklären, dass Pytheas wahrscheinlich zwei Namen der Insel genannt habe, die Bezeichnung der Insel durch die autochthone Bevölkerung und den griechischen Namen der Insel. Im weiteren Verlauf der Überlieferung sei der von Pytheas überlieferte Name der Insel verstümmelt und fehlgeschrieben worden, so dass die unterschiedlichen Bezeichnungen für diese Insel entstanden seien. Johann Kaspar Zeuß vertritt in seinem Buch Die Deutschen die Ansicht, dass der Name der Insel aus der Sprache der Aisten stamme und „weiß“ bedeute.
Es wird auch die These vertreten, dass es sich bei der Insel Baltia um Seeland handele und von dem antiken Namen der Insel unsere geographischen Bezeichnungen „Baltikum“, „Baltisches Meer“ usw. abgeleitet worden seien.